# Dick Barbour
Dick Barbour (ur. 3 lipca 1940 roku) – amerykański kierowca wyścigowy. Właściciel zespołu Dick Barbour Racing.

## Kariera
Barbour rozpoczął karierę w międzynarodowych wyścigach samochodowych w 1968 roku od startów w Canadian-American Challenge Cup, gdzie jednak nie zdobywał punktów. W późniejszych latach Amerykanin pojawiał się także w stawce 12-godzinnego wyścigu Sebring, World Sportscar Championship, World Challenge for Endurance Drivers, 24-godzinnego wyścigu Le Mans oraz Hardie-Ferodo 1000.